# Fotballklubben Bodø/Glimt
Il Fotballklubben Bodø/Glimt, meglio noto come Bodø/Glimt, è una società calcistica norvegese con sede nella città di Bodø. Milita nella Eliteserien, la massima serie del campionato norvegese.
Fondato il 19 settembre 1916, ha vinto 4 campionati norvegesi (2020, 2021, 2023 e 2024), 2 Coppe di Norvegia e 9 Coppe della Norvegia settentrionale. Il Bodø/Glimt è una delle tre squadre della Norvegia settentrionale ad aver militato nella massima serie, insieme a Tromsø e Mjølner, e nel 2025 è diventato la prima squadra norvegese a qualificarsi per le semifinali di una competizione europea.
La squadra gioca le partite interne allo stadio Aspmyra, avente capienza di circa 8 200 posti a sedere. I colori sociali del club sono il giallo e il nero.

## Storia
Mentre in altre città della contea di Nordland come Narvik, Mo i Rana e Mosjøen erano già state fondate squadre di calcio, il Bodø nacque relativamente tardi, nel 1916. Il club fu fondato come Fotballklubben Bodø/Glimt (norvegese per "club calcistico Bodø/fulmine"). Uno dei suoi fondatori fu l'abile calciatore e sciatore Erling Tjærandsen, che divenne anche il primo presidente del club e in seguito un membro onorario del sodalizio. La prima partita del Glimt fu contro la rappresentativa della scuola superiore di Bodø, essendo all'epoca il Glimt l'unica squadra di calcio della città di Bodø.
Nel 1919 il Glimt vinse il suo primo titolo, il campionato della contea di Nordland, ma negli anni '20 visse un periodo di crisi, economica e sportiva. L'ipotesi di una fusione tra il Glimt e lo Skiclub B. & O.I. si risolse in un nulla di fatto, così il sodalizio rimase inattivo fino al 1929, quando, grazie ad alcuni talenti calcistici provenienti dal sud del paese e ad allenatori come Jørgen Juve, fu ricostituito. Negli anni '30 il Glimt iniziò anche ad allenarsi al chiuso per contenere l'impatto dei rigidi inverni artici di Bodø.
Questo nuovo approccio produsse, tra la fine degli anni '20 e l'inizio degli anni '30, risultati positivi e il Glimt guadagnò un certo prestigio nella Norvegia del nord, imponendosi ripetutamente nella Coppa della Norvegia settentrionale, fino ad aggiudicarsi nove volte il trofeo, e, gradualmente, anche a livello nazionale.
Le squadre della Norvegia settentrionale non ebbero la possibilità di competere nella Coppa di Norvegia fino al 1963. Alla prima partita di coppa, nel 1963, il Bodø/Glimt esordì vincendo in casa per 7-1 contro il Nordil. Nelle successive gare di coppa ottenne due vittorie in trasferta su Nidelv (club di Trondheim) e Rosenborg, ma al quarto turno perse per 2-0 in trasferta contro il Frigg Oslo, venendo eliminato. Malgrado l'uscita di scena, il Bodø/Glimt dimostrò che le squadre della zona settentrionale del paese potevano competere con le più quotate compagini del sud. 
Fu solo nel 1972 che le squadre del nord ebbero la possibilità di lottare per la promozione nella massima serie norvegese, dopo decenni in cui si riteneva che le formazioni di Nordland, Troms e Finnmark non potessero competere allo stesso livello delle squadre del sud. 
Nel 1973 la seconda divisione norvegese fu divisa in tre gironi, due per le squadre del sud e uno per le squadre del nord. Il Bodø/Glimt impiegò tre anni per ottenere la promozione, anche a causa delle regole vigenti all'epoca. Le due squadre campioni delle due divisioni meridionali venivano automaticamente promosse, mentre la squadra campione del nord doveva, al fine di ottenere la promozione nella massima categoria, affrontare le due compagini giunte seconde nei due gironi meridionali in gare di spareggio. Il regolamento si fece ancora più penalizzante per le squadre del nord nel 1975, quando il Bodø/Glimt vinse per la prima volta la Coppa di Norvegia, ma non riuscì a ottenere la promozione a causa di regole speciali istituite per i play-off, che svantaggiarono i club della Norvegia del nord.
Nelle stagioni 1974 e 1975 il Bodø/Glimt vinse il campionato di seconda divisione, ma ciò non fu sufficiente per ottenere la promozione, avendo perso gli spareggi (pur senza uscire sconfitti, a causa della regola dei gol in trasferta).
Nel 1976 il Bodø/Glimt riuscì finalmente a superare gli spareggi della seconda divisione battendo per 4-0 l'Odd e diventando la seconda squadra della Norvegia settentrionale a centrare la promozione nel massimo campionato nazionale dopo il Mjølner, promosso nel 1971. Fu necessario attendere la fine degli anni '70 perché la federcalcio norvegese modificasse le regole della promozione, abolendo gli spareggi tra le squadre del nord e le squadre del sud. Da quel momento tutte le squadre avrebbero potuto ottenere la promozione, indipendentemente dalla loro posizione geografica.
Dopo uno splendido debutto in prima divisione nel 1977, con il secondo posto in campionato dietro il Lillestrøm e la finale di coppa persa anch'essa contro il Lillestrøm, il Bodø/Glimt disputò tre altre stagioni in massima serie, prima di retrocedere nel 1980, dopo aver concluso l'annata al dodicesimo e ultimo posto della classifica.
Gli anni '80 furono il periodo più difficile nella storia del club, che militò per varie stagioni in seconda divisione e financo nella terza divisione regionale. Per un paio d'anni, a metà degli anni '80, la squadra non fu neanche la migliore di Bodø, con i rivali del Grand Bodø in posizioni migliori di classifica. 
Le sofferenze terminarono nel 1991, quando, sotto la guida dell'allenatore Jan Muri, il Bodø/Glimt riuscì a tornare in seconda divisione. Fu poi ingaggiato l'allenatore Trond Sollied, che nel 1992 condusse la squadra alla promozione in massima serie e, nel 1993, al secondo posto in Eliteserien, oltre che alla vittoria della Coppa di Norvegia, grazie al successo per 2-0 in finale contro lo Strømsgodset.
All'inizio degli anni 2000 il Bodø/Glimt si affermò come una delle migliori squadre norvegesi, concludendo al secondo posto il campionato nel 2003, anno in cui venne raggiunta anche la finale di coppa nazionale, ma nel campionato 2004 chiuse al terzultimo posto, evitando la retrocessione agli spareggi. Nel 2005 retrocesse in seconda serie, da cui risalì nel 2007 tramite i play-off. Una nuova retrocessione in seconda serie avvenne nel 2009 e il club fu sull'orlo del fallimento, e venne salvato solamente da una sottoscrizione effettuata fra i suoi tifosi. Fu necessario aspettare il 2013 per rivedere la squadra in massima serie. Anche nel 2016, anno del centenario del club, il Bodø/Glimt retrocesse in seconda divisione, da cui risalì l'anno dopo. 
Nella Eliteserien 2019 giunse al secondo posto, qualificandosi ai preliminari di Europa League 2020-2021. Tornata dopo quindici anni a calcare il palcoscenico continentale, la squadra fu eliminata al terzo turno dal Milan. La stagione 2020 vide il club vincere per la prima volta l'Eliteserien dopo una stagione dominata, con un vantaggio finale di ben 19 punti sul Molde secondo classificato. Con la conquista del titolo, il Bodø/Glimt divenne anche il primo club della Norvegia settentrionale ad aggiudicarsi il campionato nazionale, successo bissato nel 2021, con 3 punti di vantaggio sulla seconda in classifica, il Molde. Nella stagione 2021-2022 la squadra partecipò alla Conference League; notevole fu la vittoria per 6-1 contro la Roma nel gruppo di qualificazione. La squadra venne poi eliminata ai quarti di finale del torneo proprio dalla Roma, poi vincitrice della manifestazione, dopo aver anche vinto l'andata per 2-1 ma venendo poi travolti a Roma per 4-0 . Dopo un secondo posto in campionato nel 2022, il Bodo vinse due campionati consecutivi. Fallita la qualificazione alla UEFA Champions League a causa di due eliminazioni nei preliminari per mano di Dinamo Kiev e Stella Rossa, nell'Europa League 2024-2025 si qualificò alle semifinali dopo aver eliminato la Lazio ai tiri di rigore, diventando la prima squadra norvegese a raggiungere tale traguardo in una coppa europea. In semifinale il Bodo viene estromesso dai futuri campioni del Tottenham.

## Colori e simboli

### Colori
I colori della maglia del Bodø/Glimt sono il giallo e il nero.

### Simboli ufficiali

#### Stemma
Lo stemma del club, rimasto praticamente immutato fin dalla sua fondazione nel 1916, rappresenta un pallone da calcio stilizzato, circondato da una lettera G gialla, iniziale del club. All'interno, compare la scritta "Glimt" e l'anno di fondazione del club.

## Strutture

### Stadio

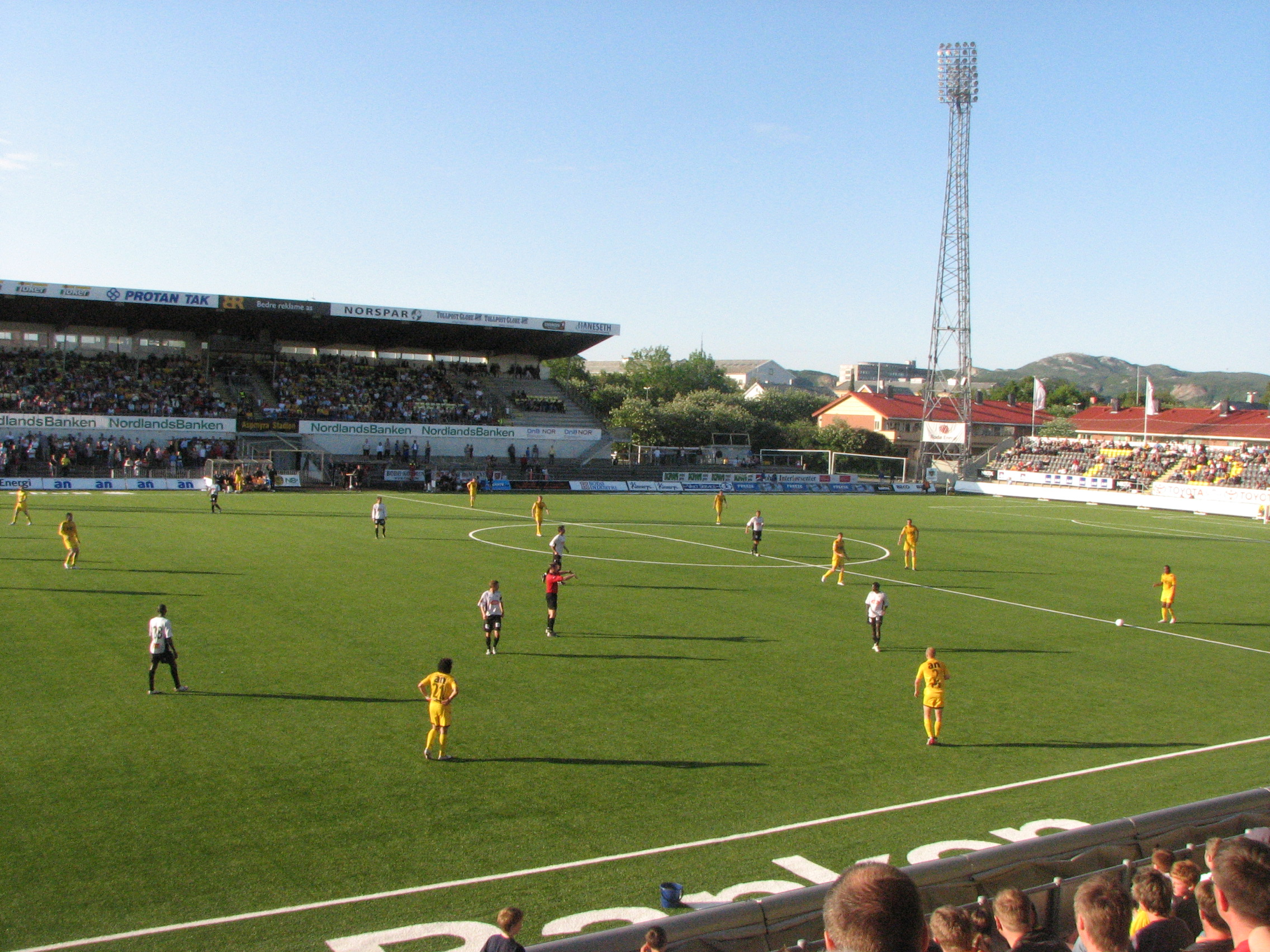
L'Aspmyra Stadion nel 2007

Dal 1966 la squadra gioca nell'Aspmyra Stadion, che condivide coi rivali cittadini del Grand Bodø. L'impianto ha una capacità di 8.200 posti ed il campo da gioco è in erba sintetica dal 2006.

## Allenatori
- 1939  Jørgen Juve
- 1975  Andreas Berg e Odd Bjørn Kristoffersen
- 1976-1977  Odd Bjørn Kristoffersen
- 1978  Rene van Eck
- 1978  Odd Bjørn Kristoffersen
- 1979-1980  Erik Ruthford Pedersen
- 1981  Joe Hooley
- 1981  Odd Bjørn Kristoffersen
- 1982  Truls Klausen e Arne Hansen
- 1983  Andreas Berg
- 1983  Harald Berg
- 1984  Jacob Klette
- 1985  Øystein Gåre
- 1986-1989  Øystein Gåre e Ove Andreassen
- 1990  Odd Bjørn Kristoffersen
- 1991  Jan Muri
- 1992-1996  Trond Sollied
- 1997-1998  Øystein Gåre
- 1999-2001  Dag Opjordsmoen
- 2001-2004  Øystein Gåre
- 2005  Ola Haldorsen
- 2006-2007  Kent Bergersen
- 2008-2011  Kåre Ingebrigtsen
- 2011-2012  Cato André Hansen
- 2013-2015  Jan Halvor Halvorsen
- 2016-2017  Aasmund Bjørkan
- 2018-oggi  Kjetil Knutsen

## Palmarès

### Competizioni nazionali
- Campionato norvegese: 4

2020, 2021, 2023, 2024
- Coppa di Norvegia: 2

1975, 1993
- Nord-Norgesmesterskap: 9

1930, 1933, 1934, 1939, 1952, 1963, 1964, 1967, 1969
- 1. divisjon: 2

2008, 2013

### Altri piazzamenti
- Nord-Norgesmesterskap:

Finalista: 1949, 1955, 1961, 1962, 1966
- UEFA Fair Play ranking: 1

1998-1999

## Statistiche e record

### Partecipazione ai campionati nazionali
Alla stagione 2024-2025 il Bodø/Glimt ha ottenuto le seguenti partecipazioni ai campionati nazionali norvegesi:
| Livello | Categoria   | Partecipazioni | Debutto | Ultima stagione | Totale |
| ------- | ----------- | -------------- | ------- | --------------- | ------ |
| 1º      | 1. divisjon | 4              | 1977    | 1980            | 30     |
| 1º      | Eliteserien | 26             | 1993    | 2025            | 30     |
| 2º      | 2. divisjon | 13             | 1970    | 1989            | 21     |
| 2º      | 1. divisjon | 8              | 1992    | 2017            | 21     |
| 3º      | 3. divisjon | 12             | 1963    | 1991            | 12     |

### Partecipazioni ai tornei internazionali
Il club ha partecipato diverse volte alle competizioni europee; la prima apparizione risale al 1976, quando partecipò alla Coppa delle Coppe, dove fu eliminato al primo turno dal Napoli.
Tabella aggiornata alla stagione 2024-2025
| Competizione                        | Partecipazioni | Debutto   | Ultima stagione | Totale |
| ----------------------------------- | -------------- | --------- | --------------- | ------ |
| Coppa dei Campioni-Champions League | 3              | 2021-2022 | 2024-2025       | 3      |
| Coppa UEFA                          | 3              | 1996-1997 | 2004-2005       | 6      |
| UEFA Europa League                  | 3              | 2020-2021 | 2024-2025       | 6      |
| Coppa delle Coppe                   | 3              | 1976-1977 | 1994-1995       | 3      |
| UEFA Europa Conference League       | 3              | 2021-2022 | 2023-2024       | 3      |

### Record di squadra
- Miglior vittoria:
  - Eliteserien: 8-0 contro il Lyn Oslo (stagione 1993)
  - Coppa di Norvegia: 11-2 contro il Mosjøen (edizione 2002)

- Peggior sconfitta:
  - Eliteserien: 0-6 contro lo Start (stagione 1994) e contro il Lyn Oslo (stagione 2005)
  - Coppa di Norvegia: 0-5 contro il Viking (edizione 1974) e contro l'Odd Grenland (edizione 2000)

## Tifoseria
Il principale gruppo di sostenitori del Bodø/Glimt sono i Glimt-Supporters, famosi per i loro grandi spazzolini decorati con stemmi della squadra. I più noti gruppi di tifosi del Bodø/Glimt sono: "1916", "Den Gule Horde" (norvegese per "l'orda gialla"), "Glimt i Sør" (Glimt Sud) e "Glimt i Steigen" (Glimt di Steigen).

### Gemellaggi e rivalità
A livello nazionale, la principale rivalità del Bodø/Glimt è quella con il Tromsø, con cui disputa un vero e proprio derby denominato Slaget om Nord-Norge ("Battaglia della Norvegia settentrionale").
A livello europeo si registrano inimicizie con i tifosi della Roma, nate soprattutto dopo il doppio confronto in Conference League nella stagione 2021-2022.

## Organico

### Rosa 2025
Aggiornata al 19 agosto 2025.
| N. |                      | Ruolo | Calciatore            |
| -- | -------------------- | ----- | --------------------- |
| 1  | Norvegia (bandiera)  | P     | Julian Faye Lund      |
| 2  | Danimarca (bandiera) | D     | Villads Nielsen       |
| 4  | Norvegia (bandiera)  | D     | Odin Bjørtuft         |
| 5  | Norvegia (bandiera)  | D     | Haitam Aleesami       |
| 6  | Norvegia (bandiera)  | D     | Jostein Gundersen     |
| 7  | Norvegia (bandiera)  | C     | Patrick Berg          |
| 8  | Norvegia (bandiera)  | C     | Sondre Auklend        |
| 9  | Danimarca (bandiera) | A     | Kasper Høgh           |
| 10 | Norvegia (bandiera)  | A     | Jens Petter Hauge     |
| 11 | Norvegia (bandiera)  | C     | Ole Didrik Blomberg   |
| 12 | Russia (bandiera)    | P     | Nikita Hajkin         |
| 14 | Norvegia (bandiera)  | C     | Ulrik Saltnes         |
| 15 | Norvegia (bandiera)  | D     | Fredrik André Bjørkan |
| 17 | Svezia (bandiera)    | A     | Samuel Burakovsky     |

| N. |                      | Ruolo | Calciatore          |
| -- | -------------------- | ----- | ------------------- |
| 18 | Norvegia (bandiera)  | D     | Brede Moe           |
| 19 | Norvegia (bandiera)  | C     | Sondre Fet          |
| 20 | Norvegia (bandiera)  | C     | Fredrik Sjøvold     |
| 21 | Norvegia (bandiera)  | A     | Andreas Helmersen   |
| 22 | Danimarca (bandiera) | C     | Anders Klynge       |
| 23 | Norvegia (bandiera)  | C     | Magnus Bech Riisnæs |
| 24 | Norvegia (bandiera)  | C     | Daniel Bassi        |
| 25 | Norvegia (bandiera)  | C     | Isak Dybvik Määttä  |
| 26 | Norvegia (bandiera)  | C     | Håkon Evjen         |
| 30 | Danimarca (bandiera) | A     | Mathias Jørgensen   |
| 44 | Norvegia (bandiera)  | P     | Magnus Brøndbo      |
| 45 | Norvegia (bandiera)  | P     | Isak Aron Sjong     |
| 77 | Danimarca (bandiera) | A     | Mikkel Bro Hansen   |